# Вайнштейн, Эммануил Ефимович
Эммануил Ефимович Вайнштейн (7 марта 1917, Сороки, Бессарабская губерния — 28 июля 1966, Москва) — советский физикохимик, доктор химических наук.

## Биография
Родился 7 марта (по старому стилю) 1917 года в Сороках, в семье сорокского мещанина Хаима-Янкеля Мовшевича Вайнштейна и Рухли-Двойры Иось-Гедальевны Вайнштейн. В 1930 году поступил в Ростовский филиал Новочеркасского индустриального института, потом перевёлся в Ленинградский политехнический институт, который окончил в 1938 году по специальности «экспериментальная физика».
В 1938—1939 годах работал в Ленинградском химико-технологическом институте. В 1939—1942 годах учился в аспирантуре в биогеохимической лаборатории АН СССР. В марте 1942 года, с женой и дочерью в эвакуации, в Казанском государственном университете защитил кандидатскую диссертацию «Рентгеноспектроскопическое изучение изгиба некоторых кристаллов», был принят на работу руководителем рентгено-спектральной лаборатории.
С 1946 года — участник советского атомного проекта. В 1954—1960 годах — заведующий созданной им лабораторией спектральных методов анализа. В 1959 году защитил докторскую диссертацию на тему «Исследование в области рентгено-спектрального анализа».
В 1960 году перевёлся в Новосибирск в Институт неорганической химии Сибирского Отделения АН СССР, где создал такую же лабораторию, принимал активное участие в создании Новосибирского научного центра Академии наук.
В 1964 году вернулся в Москву в ГЕОХИ АН СССР, где проработал до своей смерти в 1966 году.
Основные научные труды в области спектральных и рентгено-спектральных методов исследования конденсированных сред и развития теории химической связи в кристаллохимии, геохимии и химии редких элементов. Руководил работами по усовершенствованию и созданию новой рентгено-спектральной аппаратуры. Автор около 250 научных трудов, в том числе 4 монографий.
За участие в атомном проекте награждён двумя орденами Трудового Красного Знамени (1951, 1953), орденом «Знак Почёта» (1954).
Лауреат Премии Президиума АН СССР 1955 года — «за успешное выполнение научно-исследовательских работ и создание новой аппаратуры (рентгеновских спектрографов), а также успешное внедрение в промышленность научных достижений»
Покончил жизнь самоубийством 28 июля 1966 года.

## Монографии
- Вайнштейн Э. Е. Рентгеновские спектры атомов в молекулах химических соединений и в сплавах. М.—Л.: 2-я типография АН СССР, 1950. — 208 с.
- Справочные таблицы по рентгеновской спектроскопии. Том 1. Э. Е. Вайнштейн, М. М. Кахана. М.: Издательство Академии наук СССР, 1953. — 270.
- Вайнштейн Э. Е. Методы количественного рентгеноспектрального анализа. М.: Издательство АН СССР, 1956. — 226 с.
- Вайнштейн Э. Е. Светосильная аппаратура для рентгеновского анализа (исследования изгиба кристаллов) и новые фокусирующие спектрографы. М.: Издательство АН СССР, 1957. — 120 с.
- Беляев Ю. И., Вайнштейн Э. Е. Применение радиоактивных изотопов в спектральноманализе. М., 1957.
- Фотопроводники в дозиметрии рентгеновского излучения / В. Г. Цукерман, Э. Е. Вайнштейн. Новосибирск: Академия наук СССР, Сибирское отделение, 1965. — 54 с.
- Методы определения и исследования состояния газов в металлах / АН СССР, Ордена Ленина институт геохимии и аналитической химии имени В. И. Вернадского. Отв. ред. Э. Е. Вайнштейн и А. М. Вассерман. М.: Наука, 1968. — 287 с.